# Stazione di Rapolano Terme
La stazione di Rapolano Terme è una stazione ferroviaria della Ferrovia Centrale Toscana, posta a servizio dell'omonimo comune, località turistica della provincia di Siena. Si trova alla periferia sud-occidentale del paese, a breve dstanza dai centri termali.
La gestione degli impianti è affidata a Rete Ferroviaria Italiana (RFI).

## Storia
Nel 1948 mutò la propria denominazione da "Rapolano" a "Rapolano Terme".

## Strutture e impianti

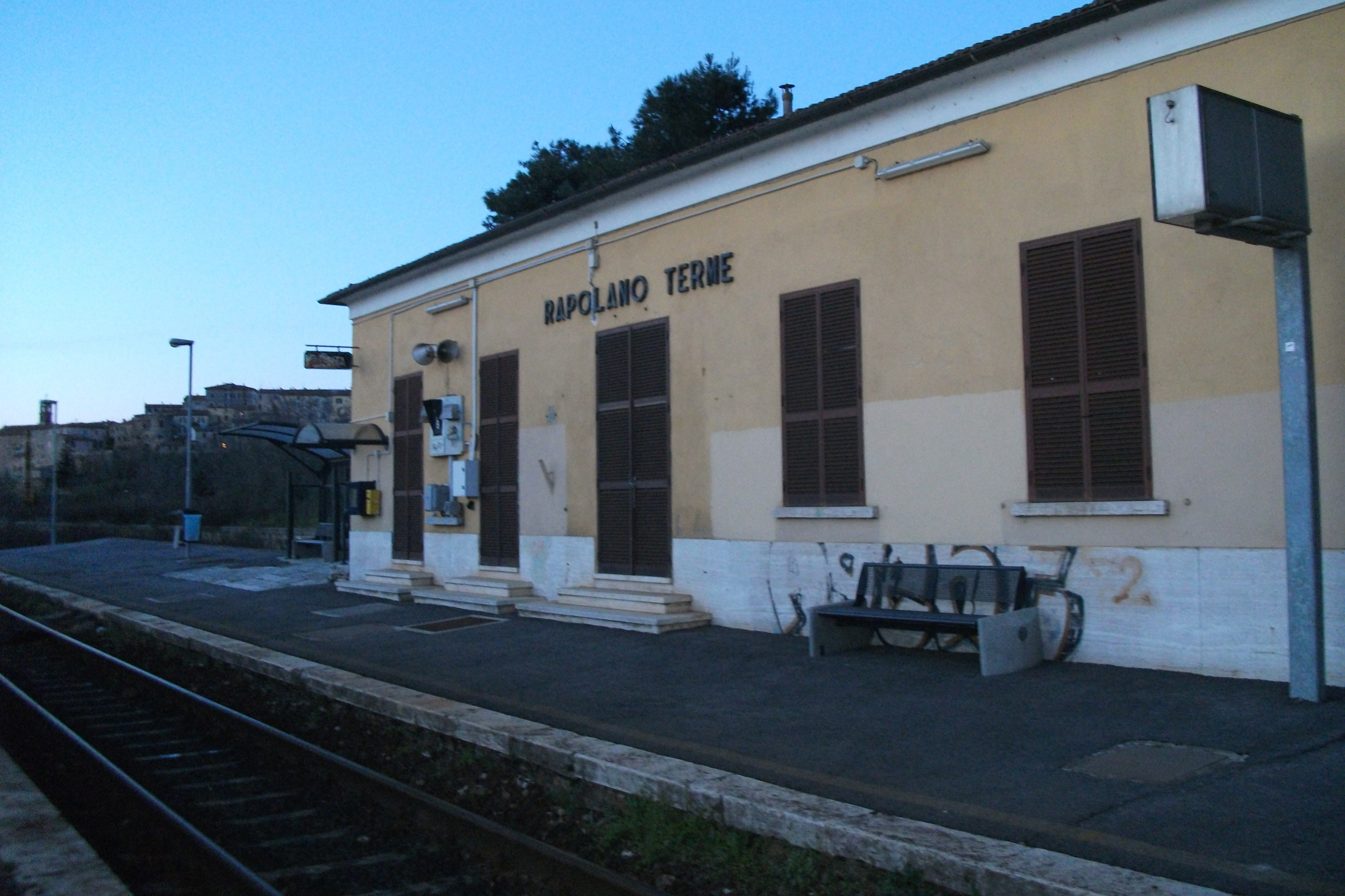
Fabbricato viaggiatori lato ferrovia

Il piazzale è composto da un binario di corsa e da quello per gli incroci e le precedenze. Sono presenti molte panchine e una pensilina ripara-pioggia in acciaio.
È presente l'orario cartaceo, affisso sul muro del fabbricato viaggiatori e un altoparlante.
All'esterno è presente un piccolo parcheggio che può ospitare una decina di macchine nel piazzale antistante la stazione.
La stazione è dotata di scalo merci, il cui Magazzino è ancora visibile, in disuso.

## Movimento
Il servizio è unicamente operato da Trenitalia il traffico è abbastanza elevato, tenendo conto che questa stazione si trova su una linea secondaria a binario unico e non elettrificato. Infatti ogni giorno a Rapolano Terme fermano circa 40 treni diretti a Siena o a Chiusi.
Secondo dati della Direzione del Trasporto regionale Toscana di Trenitalia, risalenti al 2007 la stazione ha un traffico giornaliero passeggeri di 50 unità

## Servizi
La stazione dispone di una biglietteria automatica.

## Interscambi
Collegamenti autobus sul bivio con Via Provinciale Nord Siena Mobilità.

## Galleria d'immagini

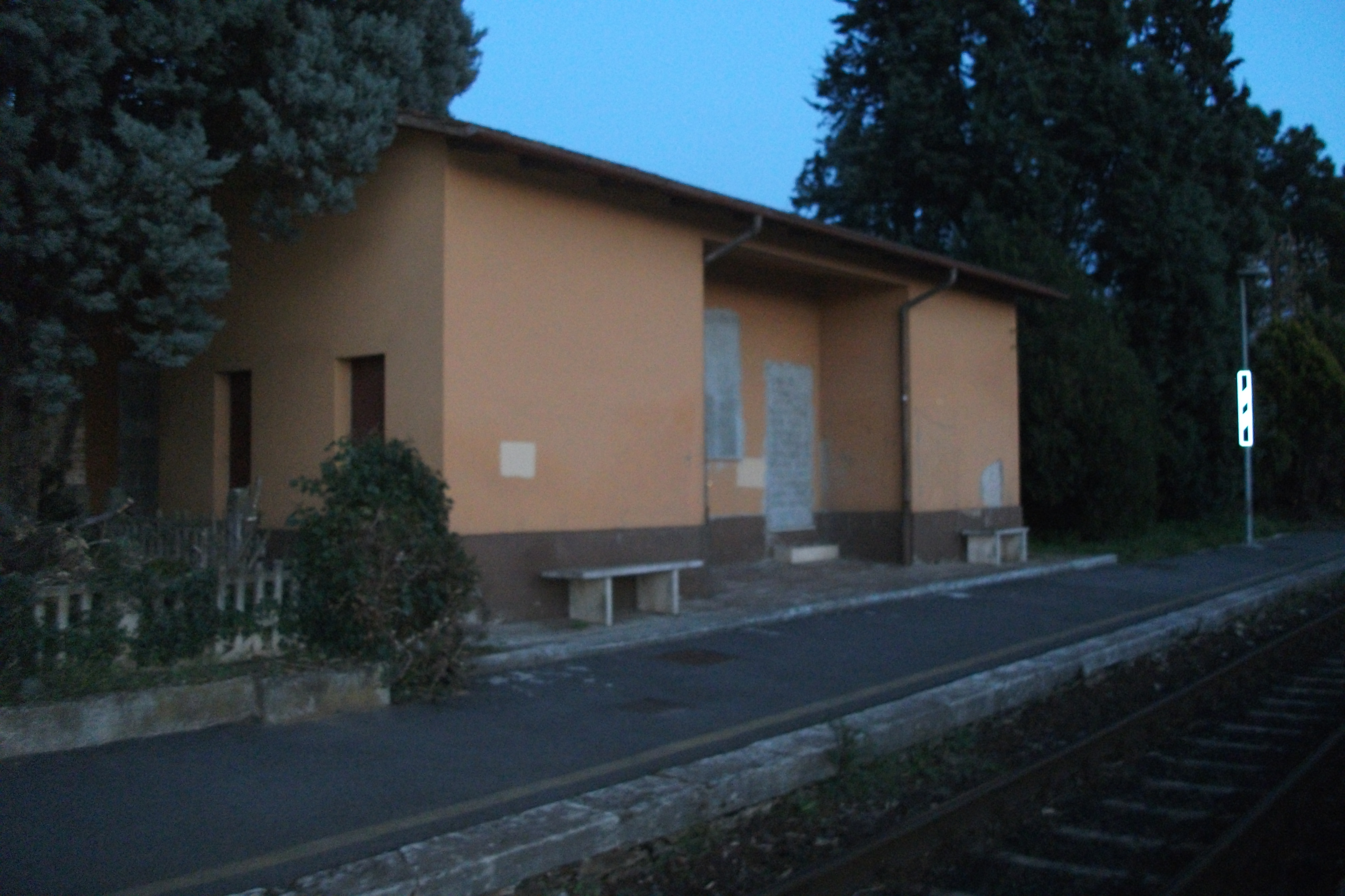
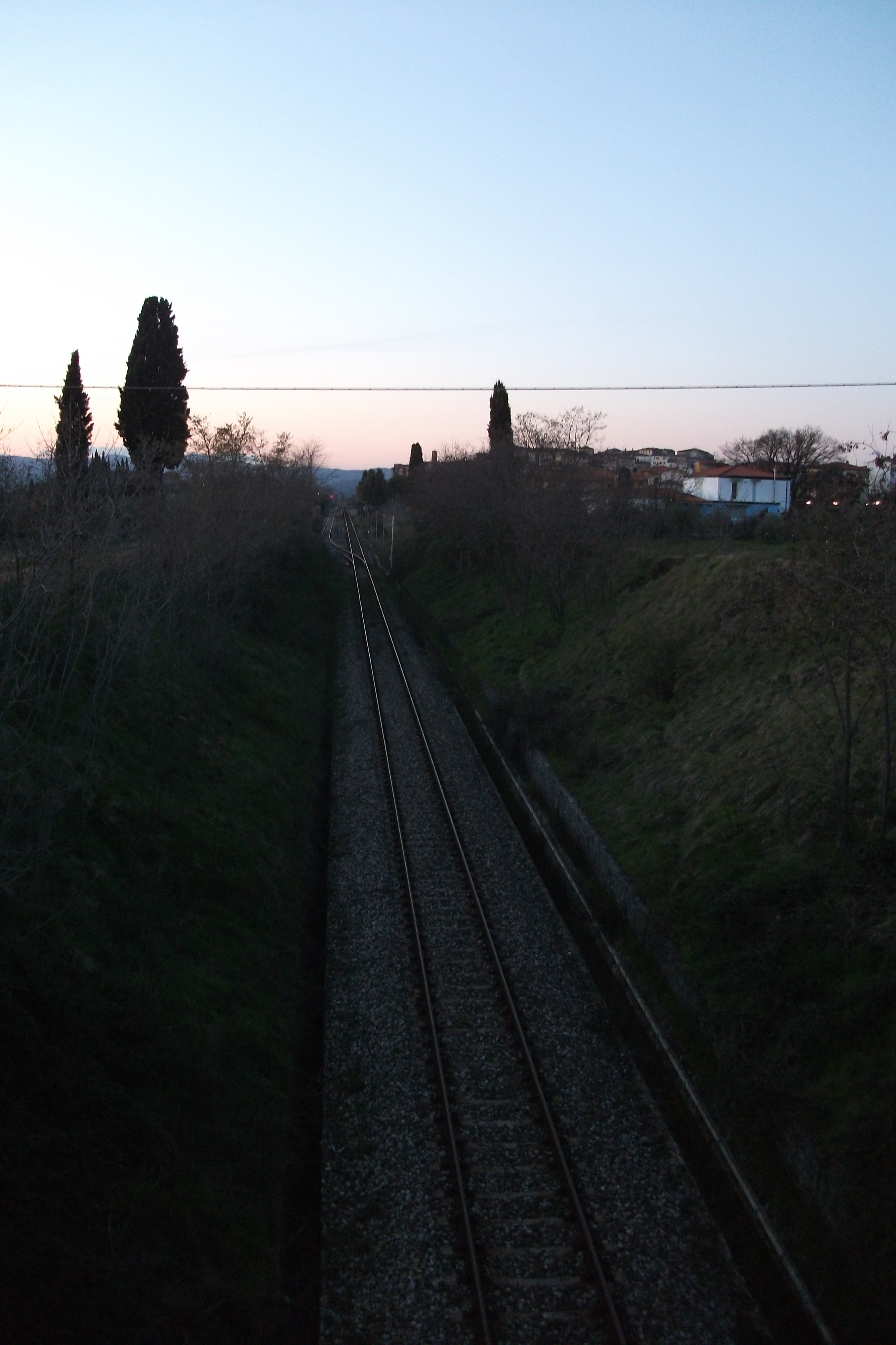
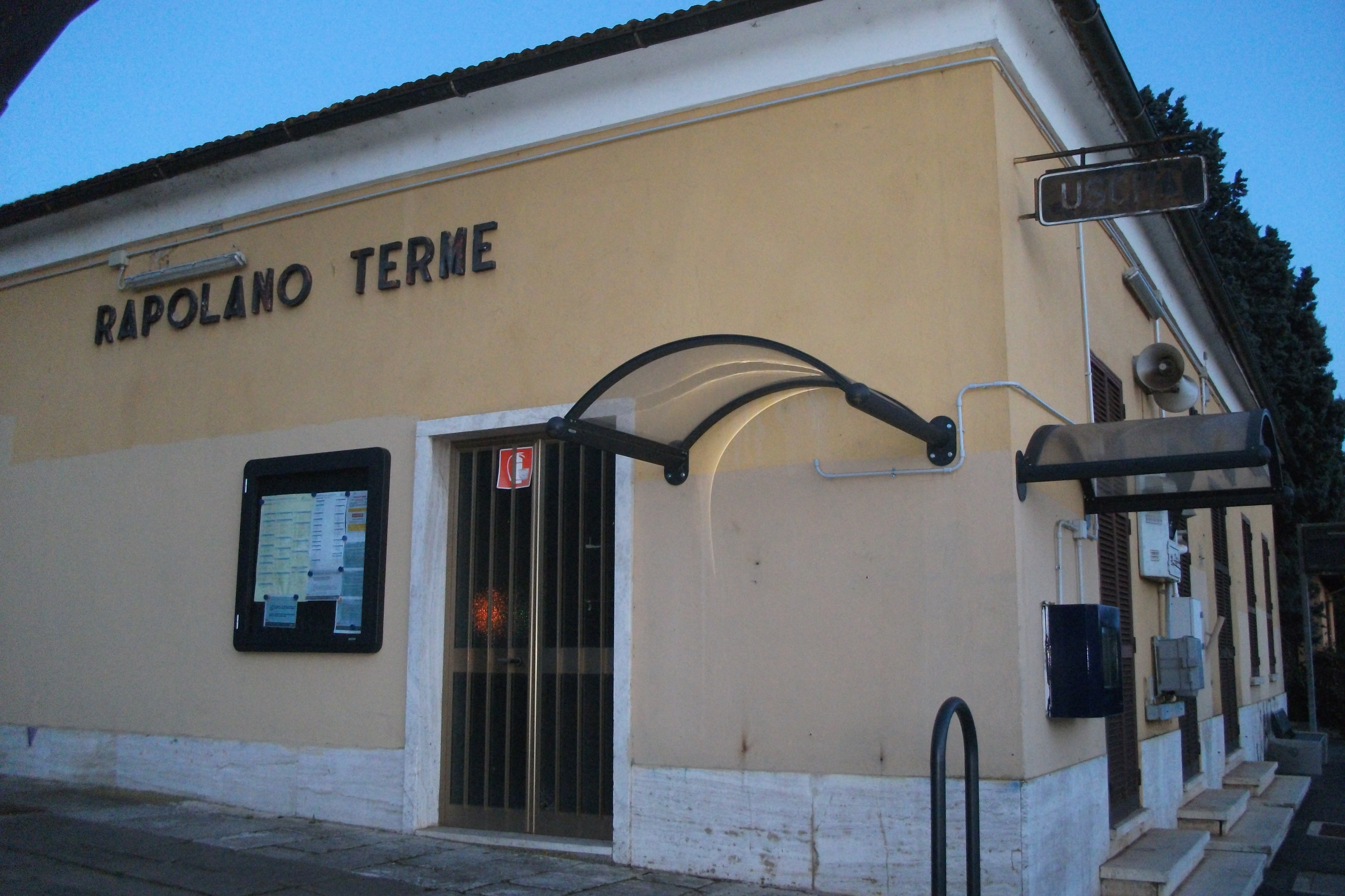
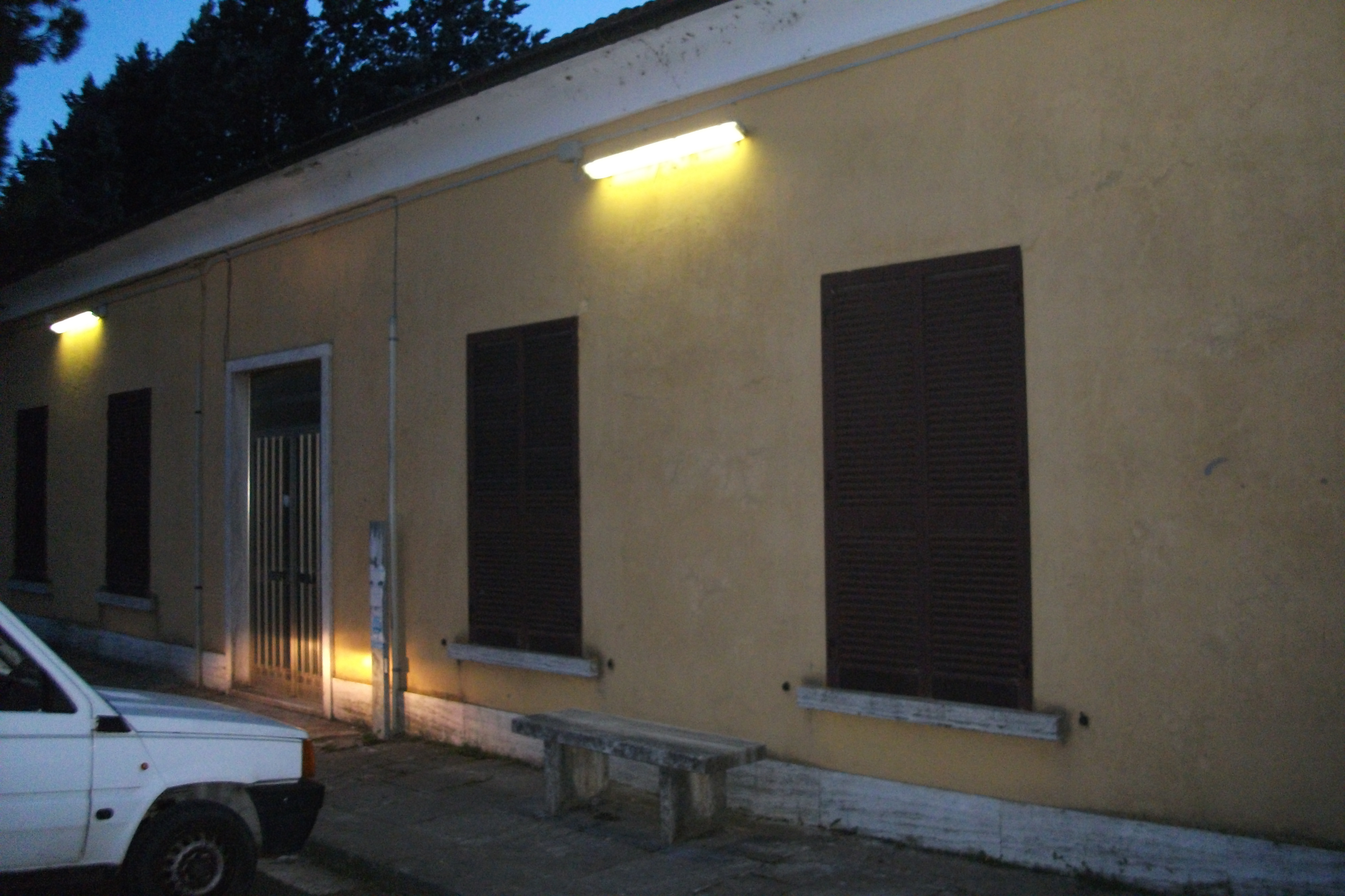